# Daala

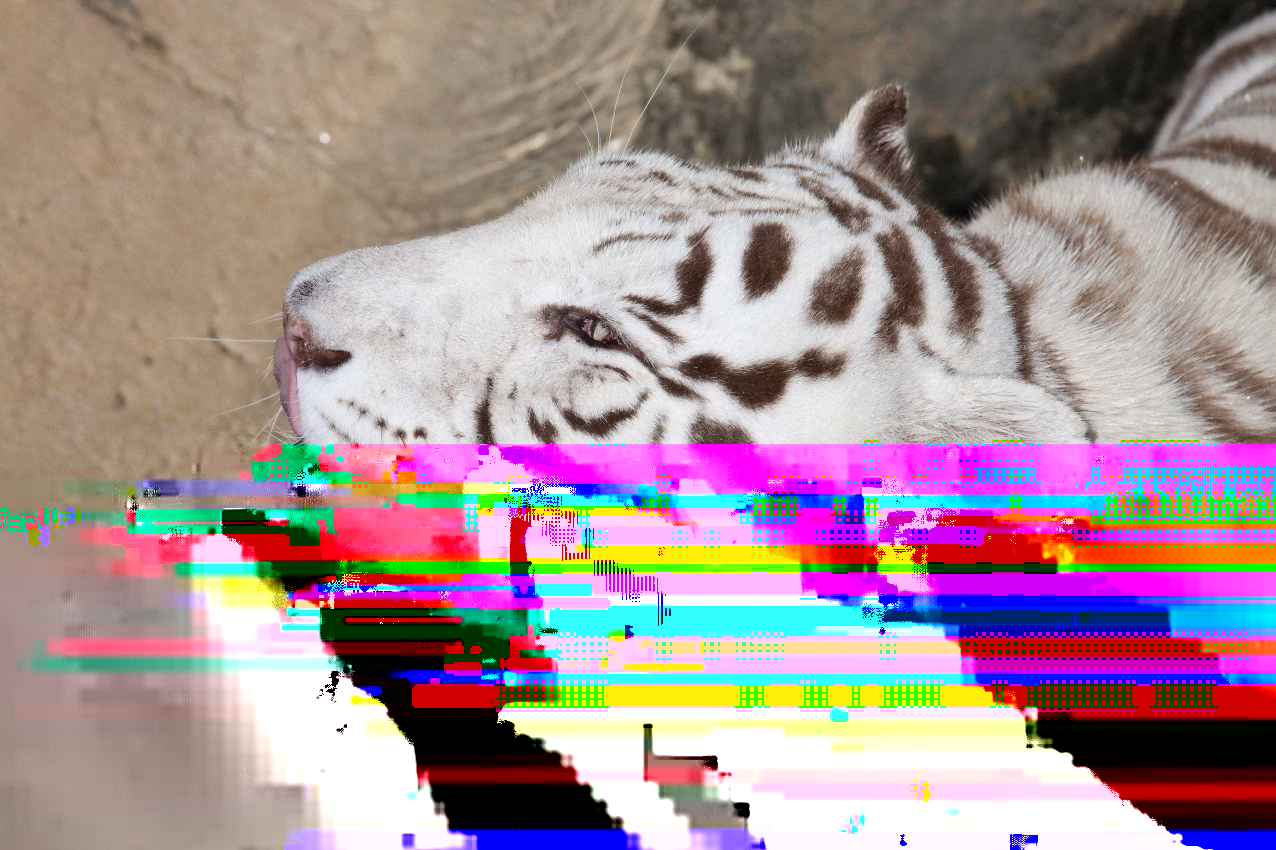
Photo d'un tigre blanc (Panthera tigris tigris) avec un problème d'encodage important qui est utilisé par l'équipe du projet comme logo pour le format de codage vidéo Daala.

Daala est un codec développé collaborativement par la fondation Xiph.Org et la Fondation Mozilla. Le projet a pour objectif de fournir un codec dont l'implémentation, l'utilisation et la distribution seront libres et dont les performances seront supérieures à celles du format H.265/HEVC.
Le format ouvert et libre de droit, AV1, publié en 2018 et accepté par la majorité des acteurs industriels est en partie inspiré par ce format.

## Nom du projet
Selon la page de notes techniques du projet, son nom de code pourra changer dès lors que quelqu'un insiste sur l'adoption d'une meilleure alternative. 
C'est un personnage de l'Univers étendu de Star Wars, présentée comme femme du Grand Moff Tarkin (qui a aussi été, lui aussi, le nom d'un projet au sein de la fondation).